# Calycera
Calycera är ett släkte av calyceraväxter. Calycera ingår i familjen calyceraväxter.
Kladogram enligt Catalogue of Life:
| Calycera | \| \| Calycera boopidea \| \| \| \| \| \| Calycera calcitrapa \| \| \| \| \| \| Calycera crassifolia \| \| \| \| \| \| Calycera eryngioides \| \| \| \| \| \| Calycera herbacea \| \| \| \| \| \| Calycera horrida \| \| \| \| \| \| Calycera integrifolia \| \| \| \| \| \| Calycera intermedia \| \| \| \| \| \| Calycera involucrata \| \| \| \| \| \| Calycera leucanthema \| \| \| \| \| \| Calycera pulvinata \| \| \| \| \| \| Calycera sessiliflora \| \| \| \| \| \| Calycera spinulosa \| \| \| \| \| \| Calycera sympaganthera \| \| \| \| |
|          | \| \| Calycera boopidea \| \| \| \| \| \| Calycera calcitrapa \| \| \| \| \| \| Calycera crassifolia \| \| \| \| \| \| Calycera eryngioides \| \| \| \| \| \| Calycera herbacea \| \| \| \| \| \| Calycera horrida \| \| \| \| \| \| Calycera integrifolia \| \| \| \| \| \| Calycera intermedia \| \| \| \| \| \| Calycera involucrata \| \| \| \| \| \| Calycera leucanthema \| \| \| \| \| \| Calycera pulvinata \| \| \| \| \| \| Calycera sessiliflora \| \| \| \| \| \| Calycera spinulosa \| \| \| \| \| \| Calycera sympaganthera \| \| \| \| |
|          | nålnötter |
|          | |
|          | Boopis |
|          | |
|          | Gamocarpha |
|          | |
|          | Moschopsis |
|          | |
|          | Nastanthus |
|          | |
|          | Calycera boopidea |
|          | |
|          | Calycera calcitrapa |
|          | |
|          | Calycera crassifolia |
|          | |
|          | Calycera eryngioides |
|          | |
|          | Calycera herbacea |
|          | |
|          | Calycera horrida |
|          | |
|          | Calycera integrifolia |
|          | |
|          | Calycera intermedia |
|          | |
|          | Calycera involucrata |
|          | |
|          | Calycera leucanthema |
|          | |
|          | Calycera pulvinata |
|          | |
|          | Calycera sessiliflora |
|          | |
|          | Calycera spinulosa |
|          | |
|          | Calycera sympaganthera |
|          | |

|  | Calycera boopidea      |
|  |                        |
|  | Calycera calcitrapa    |
|  |                        |
|  | Calycera crassifolia   |
|  |                        |
|  | Calycera eryngioides   |
|  |                        |
|  | Calycera herbacea      |
|  |                        |
|  | Calycera horrida       |
|  |                        |
|  | Calycera integrifolia  |
|  |                        |
|  | Calycera intermedia    |
|  |                        |
|  | Calycera involucrata   |
|  |                        |
|  | Calycera leucanthema   |
|  |                        |
|  | Calycera pulvinata     |
|  |                        |
|  | Calycera sessiliflora  |
|  |                        |
|  | Calycera spinulosa     |
|  |                        |
|  | Calycera sympaganthera |
|  |                        |

## Bildgalleri

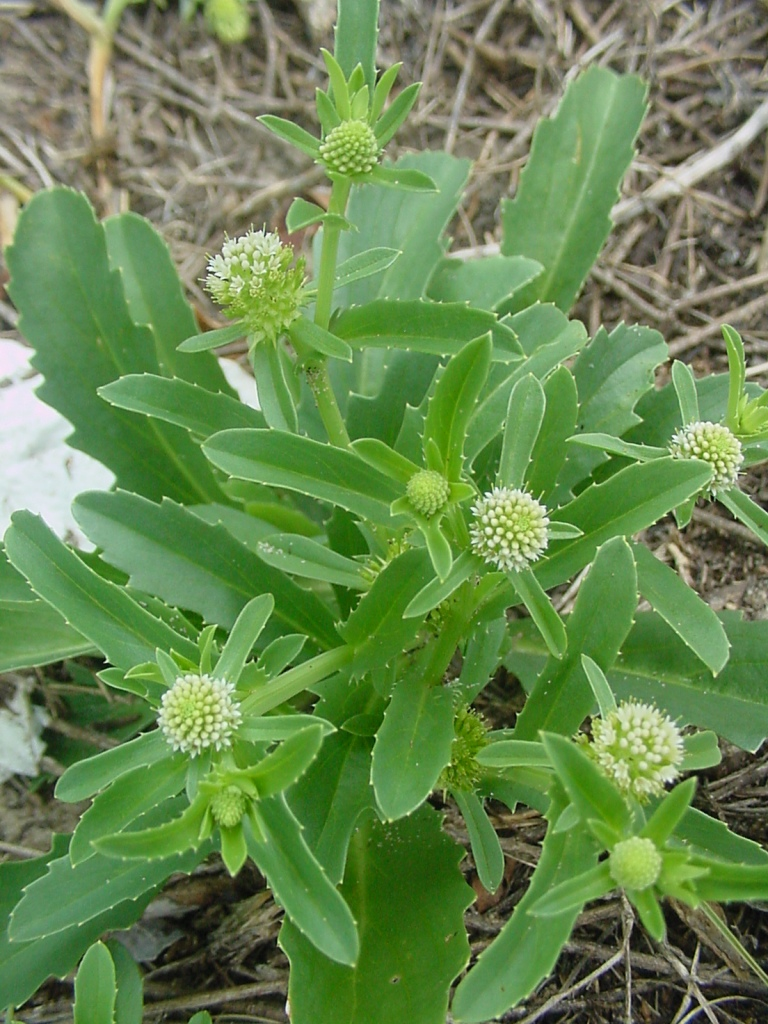
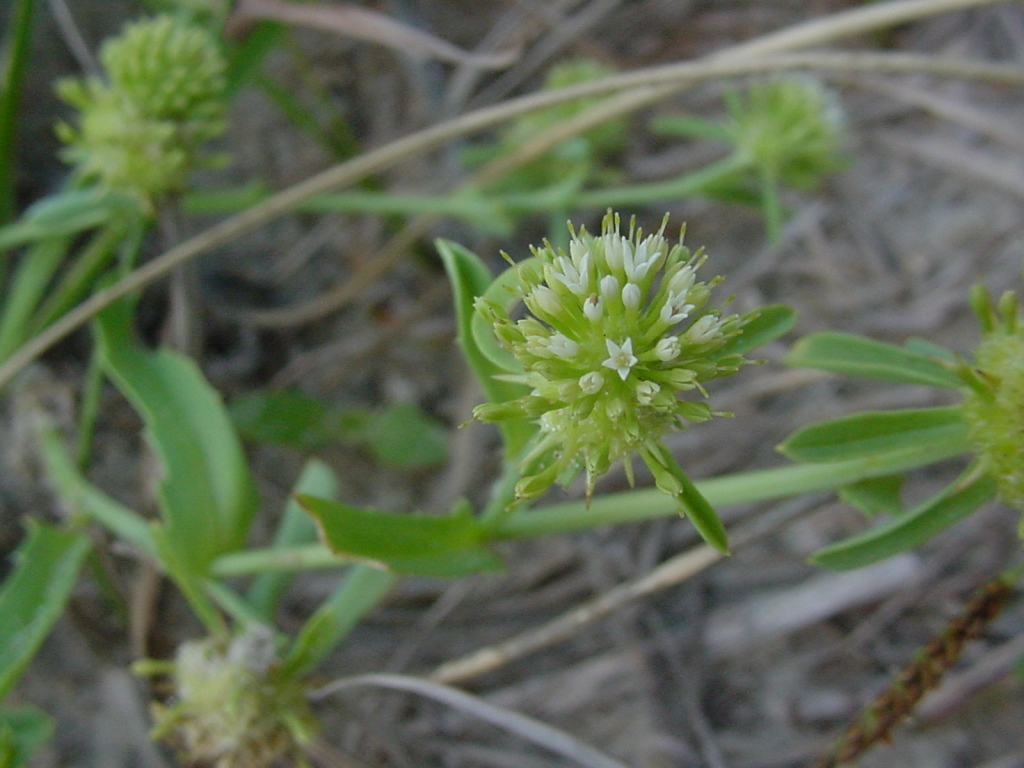
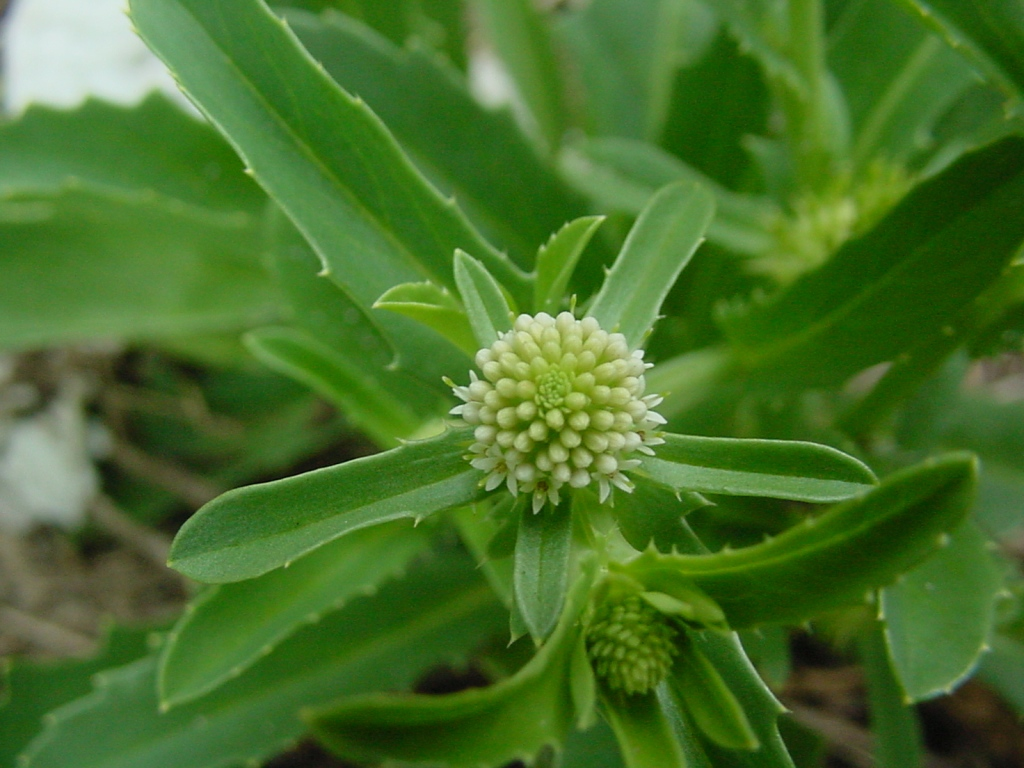
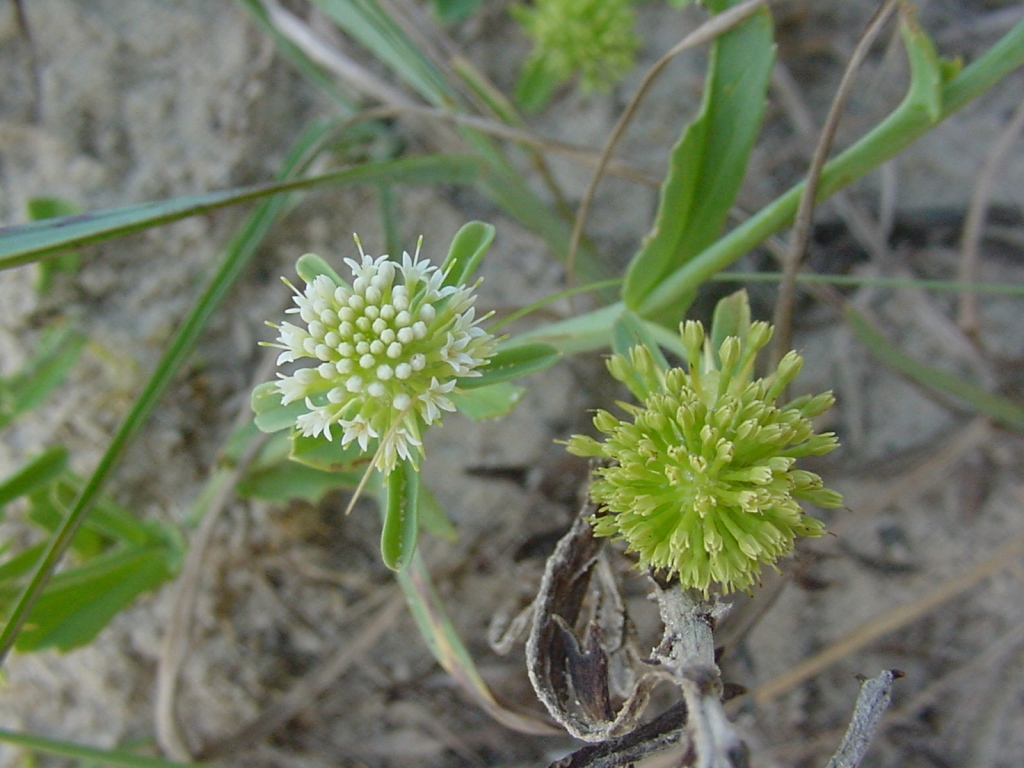